# Gasdotto Siberia orientale-Oceano Pacifico

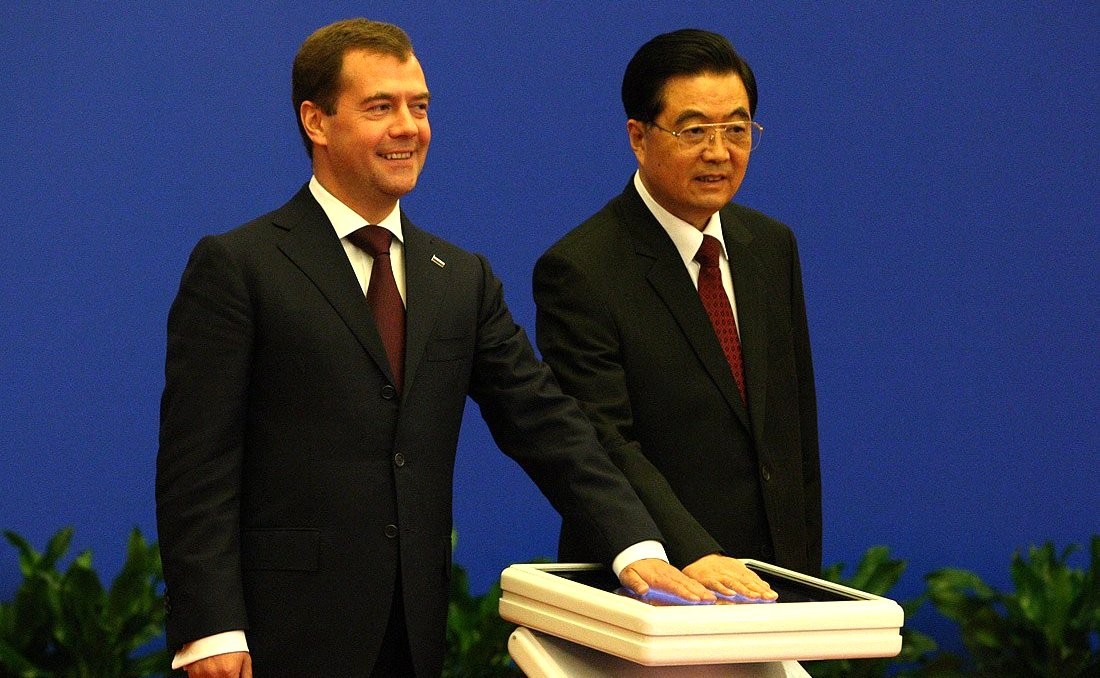
Il presidente della Cina Hu Jintao insieme al primo ministro russo alla cerimonia che segna il completamento del oleodotto Russia-Cina

Il gasdotto Siberia orientale-Oceano Pacifico (oleodotto ESPO o ESPOOP, in russo: Нефтепровод "Восточная Сибирь - Тихий океан" (ВСТО)) è un sistema di condotti, oleodotti e gasdotti per l'esportazione dalla Russia di gas e petrolio verso le regioni dell'Asia-Pacifico come Giappone, Cina e Corea. Esso è stato creato e viene gestito dalla società di gasdotti russa Transneft.